# Таиров, Всеволод Константинович
Все́волод Константи́нович Таи́ров (1900 — 29 октября 1941, Ульяновская область, СССР) — советский авиаконструктор.

## Биография
В 1922 году поступил на службу в Красную Армию, где занимал ряд командных должностей. В 1926 году по состоянию здоровья демобилизовался и до 1928 года находился на административно-хозяйственной работе в тресте «Текстильстрой», а затем поступил на учёбу в МАИ.
Закончил Московский авиационный институт в 1933 году.
Конструкторскую деятельность начал в Центральном конструкторском бюро на московском авиазаводе № 39 (не путать с ЦКБ-39 ОГПУ), где работал заместителем Н. Н. Поликарпова, бывшего начальником бригады № 2 (по истребителям). Весной 1934 года Таиров руководил испытаниями ЦКБ-12/12бис (И-16 тип 4) в Каче. Анализируя архивные документы и проектную документацию 1933-1935 годов, можно смело утверждать, что Таиров сыграл значительную роль в создании И-16, зачастую выполняя роль «правой руки» Главного конструктора. Большинство проектов по совершенствованию И-16 в этот период велось непосредственно Таировым.
В конце 1935 года возглавил отдельное конструкторское бюро (Опытный Конструкторский Отдел — ОКО — созданное в 1935 году на основе двух групп выпускников Новочеркасского авиаинститута) киевского авиационного завода № 43 (позднее — Киевское авиационное производственное объединение), первоначально ориентированное на разработку пассажирского самолета цельнодеревянной конструкции. Выбор дерева в качестве основного конструкционного материала был продиктован дешевизной производства и требованием серийной постройки машины при отсутствии сложного оборудования и высококвалифицированных кадров. Вместе с ним из ЦКБ ушла группа конструкторов, в том числе Л. П. Коротков (в 1944 году — заместитель Н. Н. Поликарпова), Е. В. Кияев (в 1948—1956 годах — начальник СибНИА) и ставший заместителем Таирова М. Р. Бисноват.
Под руководством В. К. Таирова были созданы самолёты ОКО-1, ОКО−2, ОКО−3, ОКО−4, ОКО−5, ОКО−6, ОКО−6бис (Та-1), ОКО−7, Та-3, Та-3бис.
Погиб 29 октября 1941 года во время эвакуации сотрудников Наркомата авиационной промышленности из Москвы в Куйбышев, когда самолёт, пилотируемый Н. Б. Фегервари и перевозивший 17 сотрудников, потерпел катастрофу в 25 км восточнее населенного пункта Кузнецк Пензенской области (ныне это территория Ульяновской области). Похоронен в посёлке Белое Озеро Николаевского района Ульяновской области.